# La pequeña princesita
La pequeña princesita (The Little Princess) es una película dramática estadounidense de 1939 protagonizada por Shirley Temple. Cuenta la historia de una niña, Sarah Crewe, a la que su padre deja en un internado privilegiado mientras va a la guerra. Durante el cumpleaños de Sarah se enteran de que su padre ha muerto y pasa de ser la princesa más consentida del internado a una sirvienta que es continuamente humillada. 

## Reparto
- Shirley Temple como Sarah Crewe.
- Richard Greene como Geoffrey Hamilton.
- Anita Louise como Rose.
- Ian Hunter como el capitán Crewe.
- César Romero como Ram Dass.
- Arthur Treacher como Hubert 'Bertie' Minchin.
- Mary Nash como Amanda Minchin.
- Sybil Jason como Becky.
- Miles Mander como Lord Wickham.
- Marcia Mae Jones como Lavinia.
- Deidre Gale como Jessie.
- Ira Stevens como Ermengarde.
- E. E. Clive como el señor Barrows.
- Beryl Mercer como la reina Victoria.